# Bernd Meyer-Rähnitz
Bernd Meyer-Rähnitz, auch Bernd Meyer, (* 18. November 1940 in Radebeul) ist ein deutscher Verlagsleiter, Künstler und Publizist.

## Leben
Bernd Meyer-Rähnitz wurde 1940 in Radebeul geboren, studierte an der TU Dresden Psychologie und arbeitete bis zu seinem Ruhestand im medizinisch-psychologischen und arbeitshygienischen Bereich. Nebenbei beschäftigte er sich autodidaktisch mit Kunst und schuf vor allem Collagen aus Papier und korrodiertem Metall sowie Druckgrafiken und Plastiken. Seine Werke wurden in 18 Einzel- und Gemeinschaftsausstellungen im In- und Ausland gezeigt. Von 1987 bis 2008 war er jährlich beim Dresdner Grafikmarkt der Pirckheimer-Gesellschaft vertreten. Seine Rost-Collage Offene Fügung befindet sich im Besitz der Staatlichen Kunstsammlungen Dresden.
Darüber hinaus leitete er in den 1980er-Jahren in seinem Atelier in Dresden ein kleines privates Theater und inszenierte 1994 im Theater 50 von Olaf Böhme das Stück Publikumsbeschimpfung von Peter Handke. Für den Kurzfilm One People von Kurt Weiler gestaltete er die Kulisse und die Figuren. Anlässlich des 100. Geburtstags des Puppenspielers Carl Schröder kuratierte er 2004 in der Stadtgalerie Radebeul eine Ausstellung und gestaltete den Katalog dafür.
1990 gründete er gemeinsam mit dem langjährigen Stadtarchivar von Ústí nad Labem, Vladimír Kaiser, den Bibliophilenverlag albis international, in dem er auch eigene Bücher und Artikel verlegte. Weiterhin schuf er mehrere bibliophile Bücher, die er zum Teil selbst illustrierte und band. Der Sitz des Verlags albis international befindet sich in dem denkmalgeschützten Haus Louisenstraße 6 im Ursprungsstadtteil Radebeul der gleichnamigen sächsischen Stadt.
Meyer-Rähnitz beschäftigt sich seit den 1970er-Jahren intensiv mit Schellack-Schallplatten und baute ein in Sammlerkreisen anerkanntes Schellack-Archiv auf. Von 1987 bis 2018 schrieb er regelmäßig Beiträge für das Schellack-Magazin FOX auf 78. Er arbeitet an einem umfangreichen Werk über die Darstellung verschiedener Facetten des menschlichen Lebens auf Schellackplatten.
Seit 2010 lebt Meyer-Rähnitz in Radebeul.

## Ausstellungen
Einzel- und Gemeinschaftsausstellungen in:
- Altranstädt 2006
- Bad Elster 1987
- Berlin 1995
- Dresden 1984, 1985, 1986, 1990, 1996 bis 2008, (Kreuzkirche) 2025
- Meißen (Stadt-Museum) 1985, Meißen (Burg) 1987, 1988, 1989
- München 1992
- Radebeul 1986
- Rammenau/Bischofswerda 2008
- Ústí nad Labem 1987
- Wien 1995
- Wittstock 1995

## Veröffentlichungen (Auswahl)

### Bibliophile Bücher
- Eric Satie: Die Falle des Qualle. Mit fünf farbigen Siebdrucken nach Collagen von Günter Schöttner. Limitierte Auflage von 200 Exemplaren auf Achat-Papier nach einem Entwurf von Vladimír Kaiser, albis International, Dresden 1990, ISBN 3-923997-45-0.
- Non olet. Geldcollage nach einer Idee von Dirks Krauss und Bernd Meyer-Rähnitz. albis international, Dresden – Ústí nad Labem 1999.
- Solidarität – Das Solidaritätslied von Brecht-Eisler in den von Ernst Busch gesungenen und gedruckten Fassungen (mit CD-Beilage). albis international, Dresden – Ústí nad Labem 2000, ISBN 80-86067-37-8.

### Diskografien
- mit Ben Leenders: Der Phonographische Ernst Busch – Eine Discographie seiner Sprach- und Gesangsaufnahmen. albis international, Dresden – Ústí nad Labem 2005, ISBN 80-86067-39-4.
- mit Frank Oehme und Joachim Schütte: Die „Ewige Freundin“ – Von Lied der Zeit zum VEB Deutsche Schallplatten Berlin. Die Discographie der Schellackplatten (1947–1961). albis-international, Dresden – Ústi nad Labem 2006, ISBN 80-86971-10-4.
- Kurt-Weill-Schellack-Discographie. albis international, Dresden – Ústí nad Labem 2015.

### Weitere Veröffentlichungen
- Carl Schröder 1904–2004. Ausstellungskatalog zum 100. Geburtstag in der Stadtgalerie Radebeul. albis-international, bibliophilenverlag dresden-ústí, 2004.
- Max Feiereis – Ein Leben für die Militärmusik. Booklet zur CD: Max Feiereis dirigiert Märsche der Königlich-Sächsischen Armee – Originalaufnahmen von Schellack-Schallplatten 1914–1929 aus dem Archiv seiner Tochter Edda Feiereis-Schulz. Mit Diskografie seiner Schallplattenaufnahmen. albis international, Dresden – Ústí nad Labem 2007.
- Heiner Protzmann: Prismatische Splitter. Ausgewählte Beiträge zur Rezeption von Gestalt – Bild – Wort. Bibliographie seiner Veröffentlichungen und Manuskripte. Hrsg. Bernd Meyer-Rähnitz, albis international, Dresden – Ústí nad Labem 2008, ISBN 978-80-86097-60-5.
- Ari & Asparuch – zwei ungleiche Brüder. albis international, Dresden – Ústí nad Labem 2008.
- Label-Logos für die Lupe – Lizenzen auf Grammophon-Schallplatten in Deutschland. (Die Geschichte der Lizenzierung sowie eine Übersicht über die auf Schallplatten zu findenden Lizenzmarken – Stempel – Aufdrucke – Werbeaufkleber und andere interessante Informationen) albis-international, Dresden – Ústí nad Labem 2017, ISBN 978-80-86971-81-0.
- mit Frank Oehme: Beatles-Reflexionen in der DDR – Tonträger, Zeitschriften, Noten, Buch (1964 bis 1989). albis international, Dresden – Ústí nad Labem 2019.
- Gottfried Benn – ein Leben im Widerspruch. albis international, Dresden – Ústí nad Labem 2021.
- Das Lied „Mine Heimat“ von Martha Müller-Grählert und Simon Krannig („Wo die Ostseewellen...“) in den Fassungen als „Friesenlied“ des Friedrich Fischer-Friesenhausen („Wo die Nordseewellen ...“) und als „Hafflied“ des Franz Leiber („Wo die Haffeswellen ...“) auf deutschsprachigen Schellackplatten. albis international, Dresden – Ústí nad Labem.
- Der Orient im Plattenschrank. Orientalische Themen auf deutschen Schellack-Schallplatten. albis international, Dresden – Ústí nad Labem.
- Die Metasprache der Sprechmaschine. albis international, Dresden – Ústí nad Labem.
- „Gefangen in maurischer Wüste“ – Der Fremdenlegionär auf Grammophonschallplatten. albis international, Dresden – Ústí nad Labem.
- Militärkapellen in Deutschland auf Schellackplatten – Abriß der Marschmusik und ihrer Kapellen von der Kaiserzeit bis zum Nachkriegsdeutschland, biographische Notizen zum „Königlichen Musikdirektor“ Max Feiereis und eine vollständige Discographie seiner Schallplatten, Auflistung der wichtigsten Kapellen von 1899 bis 1961. albis international, Dresden – Ústí nad Labem.
- Veröffentlichungen in der Zeitschrift FOX auf 78.[5]